# Schloss Kreuzen

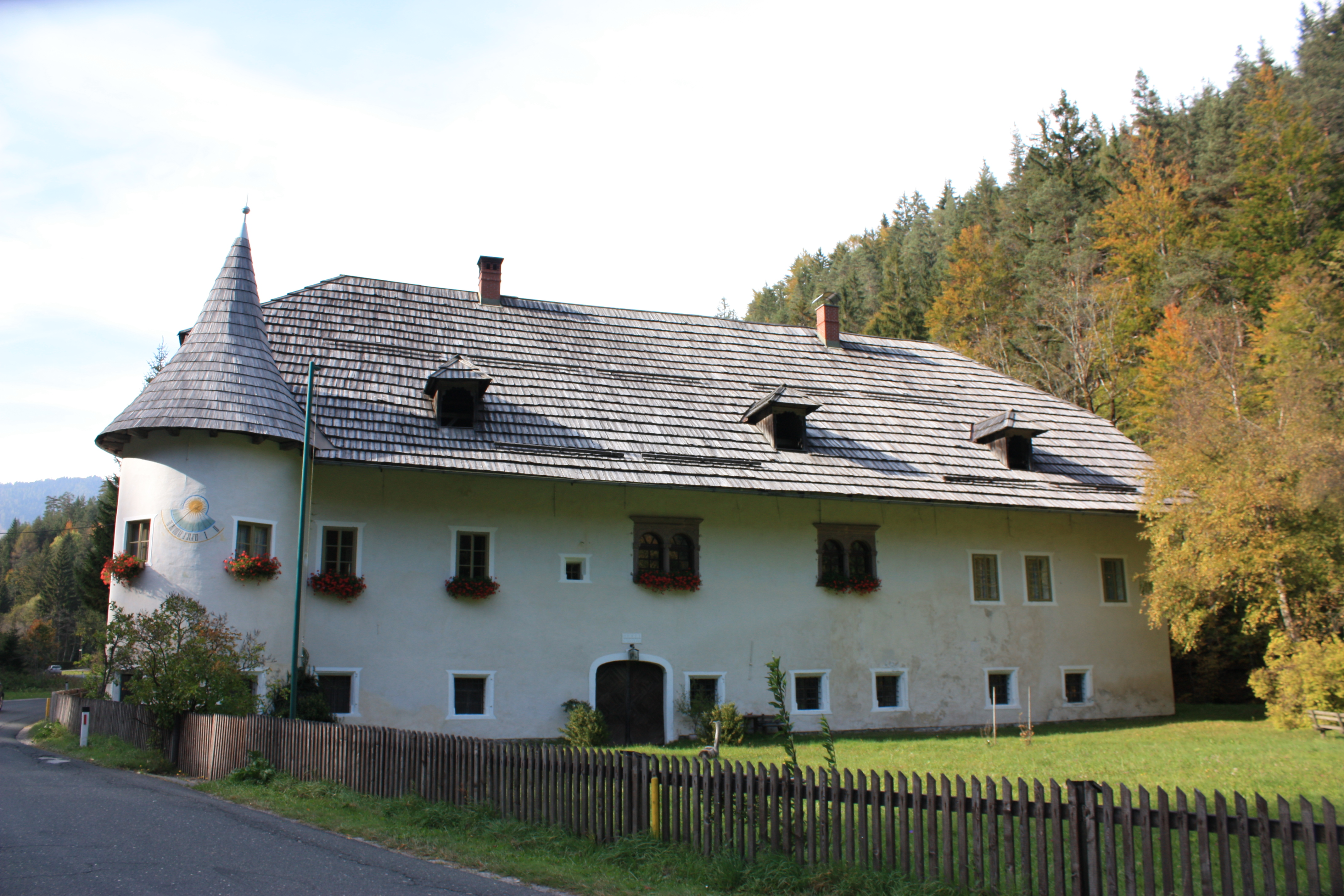
Ostansicht von Schloss Kreuzen (2009)

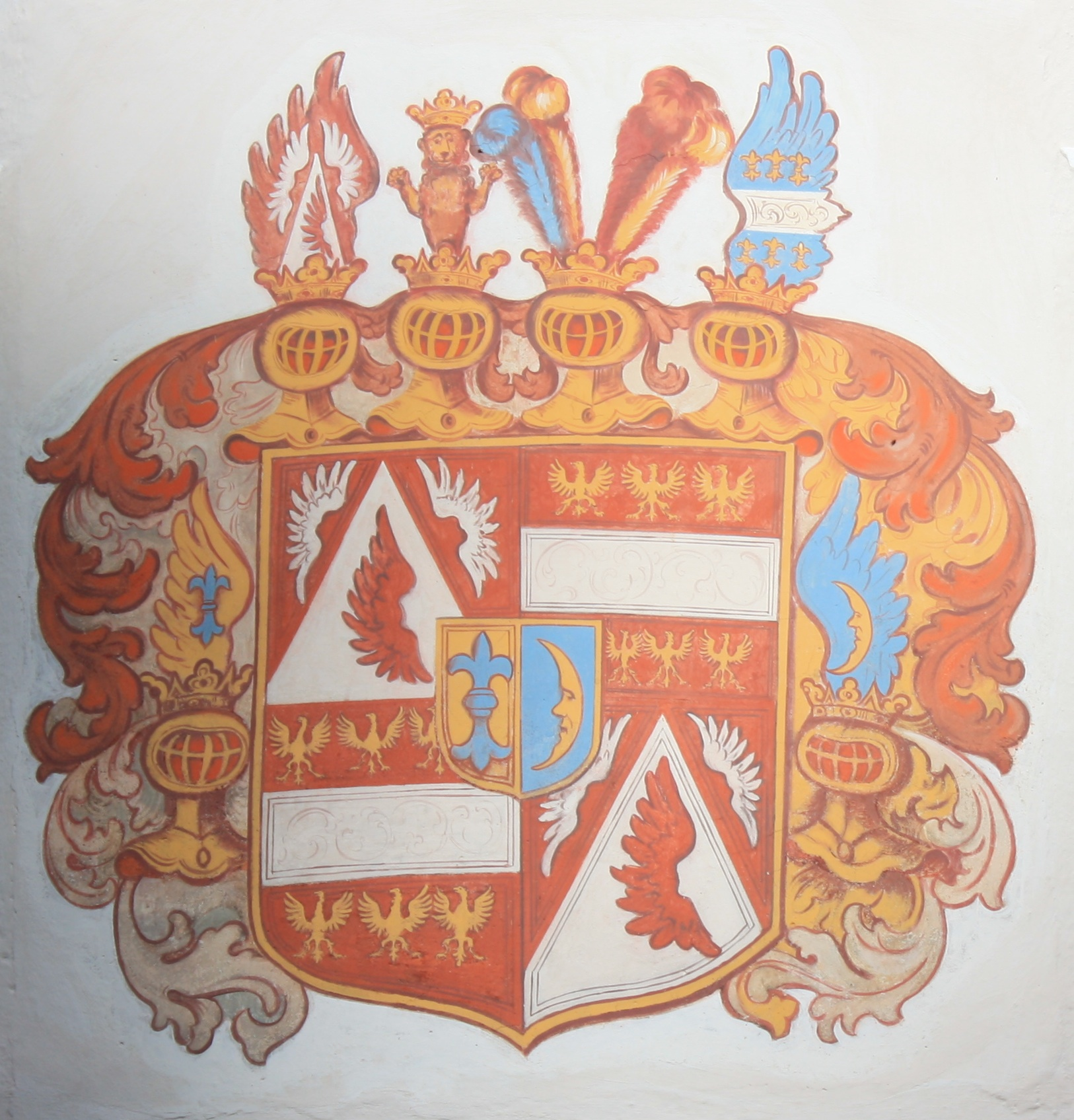
Wappen der Widmann

Schloss Kreuzen ist an der Straße zur Windischen Höhe in der Kreuzen, einer Ortschaft und Katastralgemeinde in der Marktgemeinde Paternion, gelegen.

## Geschichte
Kreuzen war das Zentrum des Silber-, Blei- und Eisenbergbaus im Gebiet zwischen Drau und Gail. Das Schlossgebäude wurde in der ersten Hälfte des 16. Jahrhunderts als Verweserhaus errichtet und 1591 von den Khevenhüllern als Jagdschlösschen ausgebaut. Die Bärenjagd war in der Gegend selbst Jahrhundert später noch sehr attraktiv. Der herrschaftliche Pfleger Johann Heinrich Ainether von und zu Aineth der Herrschaft Paternion berichtet in seinen Aufschreibungen über die [= seine] Jagdstrecke für die Zeit von 1710 bis 1734 von rund 25 er- oder angeschossenen Bären und 6 Wölfen. Neben dem Schloss befand sich ein Hammerwerk. 1610 begann Barthelmä Khevenhüller als einer der Ersten in Europa mit der Fabrikation von Weißblech.
Nach der Ausweisung der protestantischen Khevenhüller im Zuge der Gegenreformation kam das Anwesen in den Besitz der Familie Widmann. Heute gehört das Schloss der Familie Widmann-Foscari-Rezzonico.

## Baubeschreibung
Der stattliche zweigeschoßige Bau der Renaissance ist über rechteckigem Grundriss errichtet und an der Südost und Südwestecke Rundtürme mit geschwungenen Kegeldächern ausgestattet. Am Südwestturm ist das gemalte Wappen der Widmann als Grafen von Ortenburg zu sehen, am Südostturm eine Sonnenuhr. An der Westfassade besitzt der Bau ein, an der Ostfassade zwei Biforienfenster aus rötlichem Kalkstein mit ionischer Mittelsäule und Seitenpilastern, Sohlbänken und profilierten Gesimsstücken als Abschluss. Das Krüppelwalmdach ist mit Holzschindeln gedeckt.
Im Erdgeschoß befindet sich eine zweischiffige, sechsjochige Halle, die von zwei mächtigen Rundpfeilern und halben achteckigen Wandpfeilern getragen wird. Der Mittelraum im ersten Obergeschoß hat eine auf zwei toskanischen Granitsäulen ruhende Holzbalkendecke. Von dieser Halle aus werden nördlich und südlich je drei gewölbte Räume erschlossen, ein Raum mit Netzrippengewölbe.